# Carl Eller
Pour les articles homonymes, voir Eller.
College Football Hall of Fame 2006
Pro Football Hall of Fame 2004
(en) Statistiques sur pro-football-reference
Carl Eller, né le 25 janvier 1942 à Winston-Salem, est un joueur américain de football américain.
Ce defensive end a joué pour les Vikings du Minnesota (1964-1978) et les Seahawks de Seattle (1979) en National Football League (NFL).
Aux Vikings, il fait partie des Purple People Eaters.